# Йович, Никола
Нико́ла Йо́вич (серб. Никола Јовић; род. 9 июня 2003, Лестер, Восточный Мидленд) — сербский профессиональный баскетболист, играющий на позиции тяжелого форварда. В настоящее время выступает за клуб НБА «Майами Хит», который выбрал его на драфте 2022 года под общим 27-м номером.

## Карьера

### Клубная карьера

#### Ранние годы
Йович родился в Лестере, где в то время играл его отец Илия — также профессиональный баскетболист. В детстве Никола занимался баскетболом и водным поло. В 2018 году он попал в академию клуба «Мега Баскет», в составе которого стал самым ценным игроком розыгрыша Юношеской Евролиги 2021/22, набирая в среднем за матч 29,3 очка, 10,3 подбора, 4,5 передачи и 1,8 блок-шотов при 66 % попаданий с игры.

#### Мега Баскет
Йович дебютировал за взрослую команду «Меги» в феврале 2021 года в Кубке Радивоя Корача в Нови-Саде. 19 марта он провёл свой первый матч в Адриатической лиге, в котором соперником его клуба был «Сплит», и набрал в нём 10 очков и 9 подборов за 21 минуту. 10 июня Никола подписал с «Мегой» профессиональный контракт.
В опросе среди генеральных менеджеров команд НБА Йович занял первое место в номинации «Лучший баскетболист, выступющий не в НБА». В апреле 2022 года Йовича признали лучшим молодым игроком Адриатической лиги.

#### Майами Хит
В апреле 2022 года Йович выставил свою кандидатуру на Драфт НБА. В июне «Майами Хит» выбрал его под общим 27-м номером. 2 июля Никола подписал с клубом контракт новичка, а затем присоединился к команде для участия в Летней лиге.
27 октября 2022 года в матче против «Портленд Трэйл Блэйзерс» Йович дебютировал в НБА. По итогам сезона «Хит» вышли в финал, где проиграли «Денвер Наггетс», но сам Йович по ходу турнира нечасто появлялся на площадке.
13 февраля 2024 года в матче против «Милуоки Бакс» Йович набрал рекордные для себя 24 очка и помог своей команде одержать победу. В плей-офф 2024 года Йович получил первый серьёзный опыт матчей навылет (до этого он выходил в них лишь в концовках) и сыграл в 5 матчах первого раунда против «Бостон Селтикс» в стартовой пятерке.

### Карьера в сборной
Йович пропустил чемпионат Европы 2019 года среди юношей до 16 лет из-за травмы руки. В 2021 году на чемпионате мира среди юношей до 19 лет Никола вошёл в символическую сборную турнира (в среднем за матч он набирал 18,1 очков, 8,3 подбора и 2,9 передачи).
В феврале 2022 года, в возрасте 18 лет, Йович дебютировал за основную сборную Сербии в играх квалификации к чемпионату мира 2023. Также его вызывали в национальную команду для участия в Евробаскете 2022, но «Майами Хит» отказался отпускать Николу на турнир.
В 2023 году Йович сыграл на чемпионате мира, где в среднем за встречу набирал 10,1 очков и помог своей сборной завоевать серебряные медали. В 2024 году он в составе сербской команды принял участие в Олимпийских играх в Париже.

## Статистика

### Статистика в НБА
| Сезон                                                                                    | Команда | Регулярный сезон | Регулярный сезон | Регулярный сезон | Регулярный сезон | Регулярный сезон | Регулярный сезон | Регулярный сезон | Регулярный сезон | Регулярный сезон | Регулярный сезон | Регулярный сезон | Серия плей-офф | Серия плей-офф | Серия плей-офф | Серия плей-офф | Серия плей-офф | Серия плей-офф | Серия плей-офф | Серия плей-офф | Серия плей-офф | Серия плей-офф | Серия плей-офф |
| Сезон                                                                                    | Команда | GP               | GS               | MPG              | FG%              | 3P%              | FT%              | RPG              | APG              | SPG              | BPG              | PPG              | GP             | GS             | MPG            | FG%            | 3P%            | FT%            | RPG            | APG            | SPG            | BPG            | PPG            |
| ---------------------------------------------------------------------------------------- | ------- | ---------------- | ---------------- | ---------------- | ---------------- | ---------------- | ---------------- | ---------------- | ---------------- | ---------------- | ---------------- | ---------------- | -------------- | -------------- | -------------- | -------------- | -------------- | -------------- | -------------- | -------------- | -------------- | -------------- | -------------- |
| 2022/23                                                                                  | Майами  | 15               | 8                | 13,6             | 40,6             | 22,9             | 94,7             | 2,1              | 0,7              | 0,5              | 0,1              | 5,5              | 7              | 0              | 1,8            | 25,0           | 0,0            | -              | 0,7            | 0,0            | 0,0            | 0,0            | 0,3            |
| 2023/24                                                                                  | Майами  | 46               | 38               | 19,5             | 45,2             | 39,9             | 70,2             | 4,2              | 2,0              | 0,5              | 0,3              | 7,7              | 5              | 5              | 25,7           | 44,4           | 40,9           | 85,7           | 6,6            | 2,2            | 1,0            | 0,6            | 9,4            |
|                                                                                          | Всего   | 61               | 46               | 18,0             | 44,3             | 36,9             | 77,3             | 3,7              | 1,6              | 0,5              | 0,3              | 7,1              | 12             | 5              | 11,7           | 42,5           | 37,5           | 85,7           | 3,2            | 0,9            | 0,4            | 0,3            | 4,1            |
| Наведите курсор мыши на аббревиатуры в заголовке таблицы, чтобы прочесть их расшифровку. |         |                  |                  |                  |                  |                  |                  |                  |                  |                  |                  |                  |                |                |                |                |                |                |                |                |                |                |                |

### Статистика в Джи-Лиге
| Сезон                                                                                    | Команда          | Регулярный сезон | Регулярный сезон | Регулярный сезон | Регулярный сезон | Регулярный сезон | Регулярный сезон | Регулярный сезон | Регулярный сезон | Регулярный сезон | Регулярный сезон | Регулярный сезон | Серия плей-офф | Серия плей-офф | Серия плей-офф | Серия плей-офф | Серия плей-офф | Серия плей-офф | Серия плей-офф | Серия плей-офф | Серия плей-офф | Серия плей-офф | Серия плей-офф |
| Сезон                                                                                    | Команда          | GP               | GS               | MPG              | FG%              | 3P%              | FT%              | RPG              | APG              | SPG              | BPG              | PPG              | GP             | GS             | MPG            | FG%            | 3P%            | FT%            | RPG            | APG            | SPG            | BPG            | PPG            |
| ---------------------------------------------------------------------------------------- | ---------------- | ---------------- | ---------------- | ---------------- | ---------------- | ---------------- | ---------------- | ---------------- | ---------------- | ---------------- | ---------------- | ---------------- | -------------- | -------------- | -------------- | -------------- | -------------- | -------------- | -------------- | -------------- | -------------- | -------------- | -------------- |
| 2022/23                                                                                  | Су-Фолс Скайфорс | 12               | 6                | 26,4             | 36,5             | 24,6             | 76,2             | 6,5              | 3,3              | 0,7              | 0,6              | 10,4             | Не участвовал  | Не участвовал  | Не участвовал  | Не участвовал  | Не участвовал  | Не участвовал  | Не участвовал  | Не участвовал  | Не участвовал  | Не участвовал  | Не участвовал  |
| 2023/24                                                                                  | Су-Фолс Скайфорс | 7                | 7                | 33,5             | 35,1             | 23,3             | 80,8             | 6,9              | 3,9              | 0,3              | 0,7              | 16,4             | Не участвовал  | Не участвовал  | Не участвовал  | Не участвовал  | Не участвовал  | Не участвовал  | Не участвовал  | Не участвовал  | Не участвовал  | Не участвовал  | Не участвовал  |
|                                                                                          | Всего            | 19               | 13               | 29,0             | 35,8             | 24,0             | 78,7             | 6,6              | 3,5              | 0,5              | 0,6              | 12,6             | Не участвовал  | Не участвовал  | Не участвовал  | Не участвовал  | Не участвовал  | Не участвовал  | Не участвовал  | Не участвовал  | Не участвовал  | Не участвовал  | Не участвовал  |
| Наведите курсор мыши на аббревиатуры в заголовке таблицы, чтобы прочесть их расшифровку. |                  |                  |                  |                  |                  |                  |                  |                  |                  |                  |                  |                  |                |                |                |                |                |                |                |                |                |                |                |

### Статистика в других лигах
| Сезон | Команда     | Лига                                             | GP | GS | MPG  | FG%  | 3P%  | FT%   | RPG  | APG | SPG | BPG | PFL | TOV | PPG  |
| --- | ----------- | ------------------------------------------------ | -- | -- | ---- | ---- | ---- | ----- | ---- | --- | --- | --- | --- | --- | ---- |
| 2019/20 | Мега (Ю-18) | Турнир в Белграде                                | 4  | 1  | 28,0 | 43,2 | 27,3 | 60,0  | 4,0  | 3,0 | 1,3 | 0,8 | 3,3 | 1,8 | 11,8 |
| 2020/21 | Все клубы   | Все лиги                                         | 17 | 13 | 26,2 | 49,0 | 26,6 | 73,9  | 7,6  | 3,1 | 0,6 | 1,1 | 2,4 | 2,1 | 16,6 |
| 2020/21 | Мега (Ю-18) | Турнир в Белграде                                | 4  | 4  | 29,5 | 54,4 | 16,7 | 75,7  | 10,3 | 4,5 | 0,8 | 1,8 | 2,3 | 2,8 | 29,3 |
| 2020/21 | Мега (Ю-18) | Юношеская лига ABA                               | 3  | 3  | 32,9 | 42,9 | 28,6 | 85,0  | 11,0 | 2,7 | 1,3 | 2,3 | 3,3 | 3,7 | 19,0 |
| 2020/21 | Мега (Ю-18) | Euroleague Basketball Next Generation Tournament | 3  | 3  | 34,0 | 44,9 | 21,4 | 52,9  | 9,0  | 6,7 | 0,7 | 0,7 | 2,3 | 3,3 | 18,7 |
| 2020/21 | Мега        | Лига ABA                                         | 4  | 3  | 24,7 | 55,2 | 40,0 | 75,0  | 5,5  | 1,0 | 0,3 | 0,5 | 1,8 | 0,8 | 11,8 |
| 2020/21 | Мега        | Кубок Сербии                                     | 3  | 0  | 9,1  | 20,0 | 33,3 | 100,0 | 2,3  | 0,7 | 0,3 | 0,0 | 2,3 | 0,0 | 1,7  |
| 2021/22 | Все клубы   | Все лиги                                         | 29 | 21 | 28,5 | 41,4 | 31,5 | 71,8  | 4,8  | 3,6 | 0,7 | 0,4 | 2,4 | 3,1 | 12,0 |
| 2021/22 | Мега (Ю-18) | Юношеская лига ABA                               | 2  | 0  | 38,0 | 41,7 | 13,3 | 60,0  | 8,0  | 6,0 | 1,5 | 0,5 | 2,5 | 6,5 | 19,0 |
| 2021/22 | Мега        | Лига ABA                                         | 25 | 19 | 27,8 | 42,8 | 35,6 | 75,4  | 4,4  | 3,4 | 0,6 | 0,4 | 2,4 | 2,7 | 11,7 |
| 2021/22 | Мега        | Кубок Сербии                                     | 2  | 2  | 27,7 | 28,0 | 15,4 | 33,3  | 5,5  | 4,5 | 1,5 | 1,0 | 1,5 | 4,5 | 8,5  |
| Всего | Всего       | Всего                                            | 50 | 35 | 27,7 | 44,4 | 29,7 | 72,5  | 5,7  | 3,4 | 0,7 | 0,7 | 2,4 | 2,6 | 13,5 |
| В Лиге ABA | В Лиге ABA  | В Лиге ABA                                       | 29 | 22 | 27,4 | 44,2 | 36,1 | 75,3  | 4,6  | 3,0 | 0,5 | 0,4 | 2,3 | 2,4 | 11,7 |
| Наведите курсор мыши на аббревиатуры в заголовке таблицы, чтобы прочесть их расшифровку Статистика приведена с сайта basketball.realgm.com |             |                                                  |    |    |      |      |      |       |      |     |     |     |     |     |      |